# Æthelred II. (East Anglia)

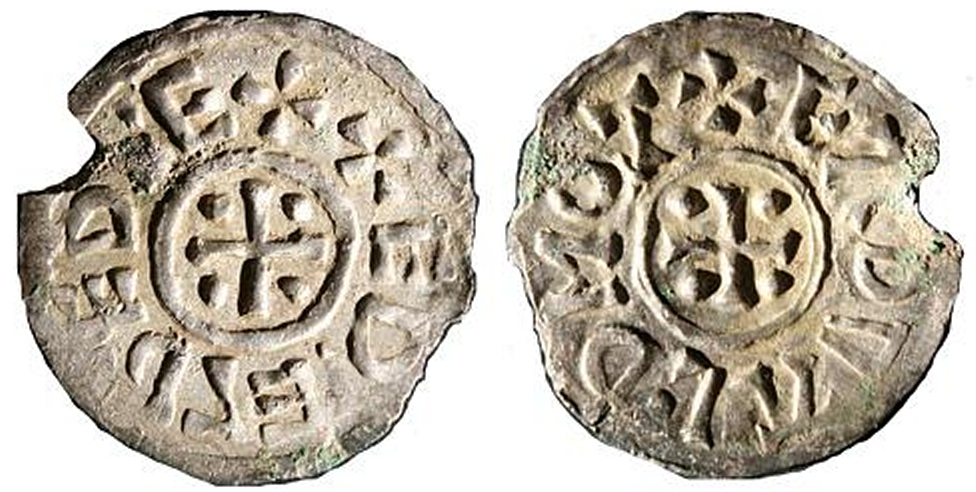
Münze des Königs Æthelred II. von East Anglia

Æthelred II. (auch Eðelred) war um 875 König des angelsächsischen Königreichs East Anglia. Zu Æthelreds Leben sind keine zeitgenössischen Berichte überliefert. Er ist nur durch Münzen bekannt. Er herrschte vermutlich als subregulus (Unterkönig) des dänischen Okkupanten Ivar Ragnarsson seit 869/870.